# A+ (EP)
A+ é o quarto EP da cantora sul-coreana Hyuna. O EP consiste em cinco faixas e incorpora os gêneros musicais do Pop e Hip hop. Foi lançado para download digital pela Cube Entertainment e pela Universal Music em 21 de agosto de 2015. O álbum físico foi lançado três dias depois, em 24 de agosto. Para promover o EP, Hyuna apareceu em vários programas de música sul-coreanos, incluindo Music Bank, Show! Music Core e Inkigayo. "Roll Deep" foi lançada como faixa-título do EP.

## Preparações e lançamento
Em 4 de junho de 2015, foi anunciado que Hyuna estava se preparando para seu retorno solo em agosto. Em 9 de agosto, a Cube Entertainment lançou um trailer filmado em Los Angeles para seu quarto mini-álbum A+, que lançado em 21 de agosto. Em 13 de agosto, "Because I'm the Best" (ou "Roll Deep" nos mercados internacionais) com participação de Jung Ilhoon do BtoB foi anunciada como faixa-título do álbum.
Em 20 de agosto, o videoclipe de "Because I'm the Best" foi lançado no canal do 4Minute no YouTube, seguido por uma versão mais antiga com classificação de 19+ do vídeo que foi considerado a "Versão Original" em 6 de setembro.
Em 14 de setembro de 2015, a Hyuna lançou um pequeno videoclipe para a faixa de introdução do álbum chamada "Run & Run".

## Desempenho comercial
A+ entrou e alcançou o 5º lugar do Gaon Album Chart na edição do chart de 22 a 29 de agosto de 2016. Em sua segunda semana, o mini-álbum caiu para o 33º lugar, e saindo do chart na semana seguinte. A+ ficou em 15º lugar no Gaon Album Chart do mês de agosto de 2015, com 7.387 cópias vendidas.
A faixa-título "Roll Deep" entrou em 32º lugar no Gaon Digital Chart na edição do chart de 22 a 29 de agosto de 2016 com 80.086 downloads vendidos e 803.443 streams com base em seus dois primeiros dias de disponibilidade. Em sua segunda semana, a música chegou a ficar em 13º lugar com 107.723 downloads vendidos e 2.599.263 streams em sua primeira semana completa. "Roll Deep" ficou em 44º lugar no Gaon Digital Chart para o mês de agosto de 2015.

## Recepção
Jeff Benjamin, contribuinte da Billboard, elogiou "Because I'm The Best", dizendo "HyunA faz um rap confiantemente e canta sobre seu swag, fazendo comentários lúdicos sobre como até mesmo as amigas dela estão com ciúmes dela porque, bem, ela é a melhor. Ilhoon [...] aparece para promover mais reclamações enquanto os dois cospem sobre a produção de hip-hop contundente e pesada, com elementos lembrando trabalhos recentes de Mike Will Made-It e DJ Mustard." Benjamin também destacou o estilo e a estética do videoclipe da musica, citando sua "apresentação irônica" como prova da opinião de que "HyunA é facilmente uma das mulheres mais malvadas do K-pop."

## Lista de músicas
| Lista de faixas |                                                        |                                                   |                                         |                                      |         |  |
| N.º             | Título                                                 | Letras                                            | Música                                  | Arranjo                              | Duração |  |
| 1.              | "Run & Run" (intro)                                    | Hyuna, Seo Jaewoo, Big Sancho                     | Seo Jaewoo, Big Sancho                  | Seo Jaewoo, Big Sancho, Son Youngjin | 01:31   |  |
| 2.              | "Roll Deep" ("Because I'm The Best"; com Jung Il-hoon) | Seo Jaewoo, Big Sancho, Son Youngjin, Jung Ilhoon | Seo Jaewoo, Big Sancho, Son Youngjin    | Seo Jaewoo, Big Sancho               | 03:22   |  |
| 3.              | "Ice Ice" (com Yuk Jidam)                              | Big Sancho, Hyuna, Yuk Jidam                      | Seo Jaewoo                              | Seo Jaewoo, Big Sancho               | 03:16   |  |
| 4.              | "Get Out of My House" (com Kwon Jungyeol)              | Big Sancho, Jung Il-hoon, Kwon Jungyeol           | Big Sancho, Jung Il-hoon, Kwon Jungyeol | Seo Jaewoo, Big Sancho               | 03:22   |  |
| 5.              | "Serene"                                               | Seo Jaewoo, Son Youngjin, Hyuna                   | Seo Jaewoo, Son Youngjin                | Seo Jaewoo, Son Youngjin             | 03:42   |  |
| Duração total:  | Duração total:                                         | Duração total:                                    | Duração total:                          | Duração total:                       | 14:33   |  |

## Charts

### Charts de música
| Chart                        | Posição | Ref.   |
| ---------------------------- | ------- | ------ |
| Gaon Weekly Albums Chart     | 5       | [ 20 ] |
| Gaon Monthly Albums Chart    | 15      | [ 21 ] |
| Billboard World Albums Chart | 2       | [ 23 ] |

## Histórico de lançamentos
| País           | Data                   | Formato          | Gravadora          |
| -------------- | ---------------------- | ---------------- | ------------------ |
| Coreia do Sul  | 21 de agosto de 2015   | Download digital | Cube Entertainment |
| Coreia do Sul  | 24 de agosto de 2015   | CD               | Cube Entertainment |
| Estados Unidos | 18 de setembro de 2015 | Download digital | Cube Entertainment |